# Утені
Утені (рос. Утени) — колійний пост Могочинського регіону Забайкальської залізниці Росії, розміщений на дільниці Куенга — Бамівська між станціями Малоковалі (відстань — 11 км) і Аячі (8 км). Відстань до ст. Куенга — 553 км, до ст. Бамівська — 196 км; до транзитного пункту Каримська — 785 км.